# Calcio Padova 1999-2000
Questa pagina raccoglie i dati riguardanti il Calcio Padova nelle competizioni ufficiali della stagione 1999-2000.

## Stagione
Nella stagione a cavallo del secolo 1999-2000 la squadra biancoscudata si è piazzata sesta con 47 punti nel girone B del campionato di Serie C2 e raggiunti i quarti di finale di Coppa Italia di Serie C, dopo aver vinto il girone di qualificazione ed aver superato due turni ad eliminazione diretta. In campionato terza al termine del girone di andata, che ha chiuso con 29 punti, il Padova ha poi avuto una flessione nel girone di ritorno, terminato con solo 18 punti, perdendo per tre lunghezze la partecipazione ai Play-off.
Allenata da Paolo Beruatto, la squadra patavina ha avuto come capocannoniere in campionato Silvio Dellagiovanna che ha firmato 7 reti, a seguire Gasparetto con 6, Ferrigno e Riccardo con 4 reti, Bonavina, De Zerbi, Ticli con 3 reti, Cartini, Galletti, Rosa con 2 reti e Sanna con 1.

## Rosa
| N. |                      | Ruolo | Calciatore          |
| -- | -------------------- | ----- | ------------------- |
|    | Italia (bandiera)    | P     | Mauro Bacchin       |
|    | Italia (bandiera)    | P     | Raffaele Clemente   |
|    | Italia (bandiera)    | P     | Roberto Colombo     |
|    | Italia (bandiera)    | D     | Alessandro Cartini  |
|    | Italia (bandiera)    | D     | Stefano Di Fiordo   |
|    | Italia (bandiera)    | D     | Roberto Galletti    |
|    | Italia (bandiera)    | D     | Stefano Mercuri     |
|    | Italia (bandiera)    | D     | Massimiliano Ossari |
|    | Italia (bandiera)    | D     | Gastone Pistore     |
|    | Italia (bandiera)    | D     | Gaetano Ramondo     |
|    | Italia (bandiera)    | D     | Massimiliano Rosa   |
|    | Italia (bandiera)    | D     | Marco Sartore       |
|    | Italia (bandiera)    | D     | Giovanni Serao      |
|    | Danimarca (bandiera) | D     | Dan Thomassen       |
|    | Italia (bandiera)    | C     | Diego Bonavina      |
|    | Italia (bandiera)    | C     | Vanni Chiarotto     |
|    | Italia (bandiera)    | C     | Federico Coppola    |

| N. |                      | Ruolo | Calciatore           |
| -- | -------------------- | ----- | -------------------- |
|    | Italia (bandiera)    | C     | Roberto De Zerbi     |
|    | Italia (bandiera)    | C     | Fabrizio Ferrigno    |
|    | Italia (bandiera)    | C     | Marco Ferro          |
|    | Danimarca (bandiera) | C     | Thomas Fig           |
|    | Italia (bandiera)    | C     | Massimo Pavanel      |
|    | Italia (bandiera)    | C     | Mattia Rinaldini     |
|    | Italia (bandiera)    | C     | Marco Russo          |
|    | Italia (bandiera)    | C     | Nicola Sanna         |
|    | Italia (bandiera)    | C     | Giuseppe Ticli       |
|    | Italia (bandiera)    | C     | Ivano Trotta         |
|    | Italia (bandiera)    | A     | Silvio Dellagiovanna |
|    | Italia (bandiera)    | A     | Omar Fantin          |
|    | Italia (bandiera)    | A     | Flavio Fiorio        |
|    | Italia (bandiera)    | A     | Mirco Gasparetto     |
|    | Italia (bandiera)    | A     | Giovanni Riccardo    |
|    | Italia (bandiera)    | A     | Massimo Spagnolli    |
|    | Italia (bandiera)    | A     | Maurizio Tacchi      |

## Risultati

### Serie C2 - girone B

#### Girone di andata
| Arbitro: | Marino (Roma) |

|                     |           |  |
| Calcagno 72’ (rig.) | Marcatori |  |

| Arbitro: | Latella (Potenza) |

|              |           |            |
| Riccardo 32’ | Marcatori | 25’ Udassi |

| Arbitro: | Liberti (Genova) |

|                                                 |           |                         |
| Cherubini 11’ Viggiano 23’ Campanile 52’ (rig.) | Marcatori | 2’ Bonavina 14’ Cartini |

| Arbitro: | Gasparoni (Ancona) |

|                                                 |           |  |
| M. Tacchi 54’ Ferrigno 85’ (rig.) Cartini 90+3’ | Marcatori |  |

| Arbitro: | Santucci (Reggio Calabria) |

|               |           |              |
| C. Protti 29’ | Marcatori | 49’ Riccardo |

| Arbitro: | Amato (Castellammare di Stabia) |

|                                         |           |  |
| Ferrigno 45+1’ (rig.) Dellagiovanna 84’ | Marcatori |  |

| Arbitro: | Brighi (Cesena) |

|                              |           |  |
| Trotta 48’ Dellagiovanna 75’ | Marcatori |  |

| Arbitro: | Niccolai (Livorno) |

|  |           |                   |
|  | Marcatori | 57’ Dellagiovanna |

| Arbitro: | Angrisani (Salerno) |

|  |           |                                        |
|  | Marcatori | 5’ Sacchi 40’ Bordacconi 89’ Nicoletti |

| Arbitro: | Griselli (Livorno) |

|                                     |           |                               |
| A. Marino 33’ (rig.) A. Maniero 69’ | Marcatori | 45’ Galletti 85’ (rig.) Ticli |

| Arbitro: | Marchesi (Bergamo) |

|                                                         |           |                 |
| Ticli 20’ Riccardo 42’, 78’ Gasparetto 49’ Galletti 52’ | Marcatori | 90+3’ S. Marini |

| Arbitro: | Esposito (Trapani) |

|  |           |              |
|  | Marcatori | 52’ Bonavina |

| Arbitro: | Niccolai (Livorno) |

|                                                           |           |                            |
| Gasparetto 27’, 37’ Dellagiovanna 45’ Ferrigno 49’ (rig.) | Marcatori | 70’ Criniti 73’ Furlanetto |

| Arbitro: | Ferlito (Prato) |

|  |           |              |
|  | Marcatori | 85’ Ferrigno |

| Arbitro: | Lambertini (Bologna) |

|  |           |               |
|  | Marcatori | 66’ Di Matteo |

| Arbitro: | Trefoloni (Siena) |

|              |           |                       |
| Verolino 20’ | Marcatori | 41’ (rig.) Gasparetto |

| Arbitro: | S. Ayroldi (Molfetta) |

|                |           |                    |
| Gasparetto 60’ | Marcatori | 49’ (aut.) Cartini |

#### Girone di ritorno
| Arbitro: | Giannoccaro (Lecce) |

|                     |           |                     |
| Caverzan 27’ (aut.) | Marcatori | 38’ (rig.) Calcagno |

| Arbitro: | Dattilo (Locri) |

|                  |           |  |
| Karasavvidis 66’ | Marcatori |  |

| Arbitro: | Amato (Castellammare di Stabia) |

|                   |           |            |
| Dellagiovanna 89’ | Marcatori | 58’ Erbini |

| Arbitro: | Cavuoti (Vasto) |

|              |           |          |
| E. Rossi 69’ | Marcatori | 21’ Rosa |

| Arbitro: | Ciampi (Pisa) |

|                |           |                       |
| Gasparetto 60’ | Marcatori | 21’ Buriani 27’ Poggi |

| Arbitro: | Palanca (Roma) |

|  |           |                     |
|  | Marcatori | 53’ Ticli 83’ Sanna |

| Arbitro: | Ambrosino (Torre del Greco) |

|                      |           |          |
| Spagnolli 25’ (rig.) | Marcatori | 85’ Rosa |

| Padova 27 febbraio 2000 25ª giornata | Padova              | 0 – 0 | Gubbio | Stadio Euganeo\| Arbitro: \| D'Aguanno (Marsala) \| |
| Arbitro:                             | D'Aguanno (Marsala) |       |        |                                                     |

| Arbitro: | Bergonzi (Genova) |

|                                            |           |  |
| Sacchi 12’ Nicoletti 17’ (rig.) Manari 55’ | Marcatori |  |

| Padova 19 marzo 2000 27ª giornata | Padova              | 0 – 0 | Mestre | Stadio Euganeo\| Arbitro: \| Vicinanza (Albenga) \| |
| Arbitro:                          | Vicinanza (Albenga) |       |        |                                                     |

| Arbitro: | Cavuoti (Vasto) |

|  |           |            |
|  | Marcatori | 65’ Trotta |

| Padova 9 aprile 2000 29ª giornata | Padova         | 0 – 0 | Imolese | Stadio Euganeo\| Arbitro: \| Ferrari (Roma) \| |
| Arbitro:                          | Ferrari (Roma) |       |         |                                                |

| Arbitro: | Ponzalli (Firenze) |

|             |           |  |
| Criniti 53’ | Marcatori |  |

| Arbitro: | Ferraro (Crotone) |

|              |           |                  |
| De Zerbi 13’ | Marcatori | 16’ Gabbriellini |

| Arbitro: | Angrisani (Salerno) |

|                        |           |                   |
| Lauria 17’ (rig.), 25’ | Marcatori | 58’ Dellagiovanna |

| Arbitro: | Nicoletti (Macerata) |

|                               |           |  |
| De Zerbi 7’, 76’ Bonavina 32’ | Marcatori |  |

| Arbitro: | Bernabini (Roma) |

|            |           |                   |
| M. Ripa 4’ | Marcatori | 53’ Dellagiovanna |

### Coppa Italia di Serie C

#### Girone D
| Arbitro: | Cavallaro (Legnago) |

|                     |           |  |
| Ferrigno 77’ (rig.) | Marcatori |  |

| 25 agosto 1999 2ª giornata |  | – Turno di riposo Padova |  |  |

| Arbitro: | Angrisani (Salerno) |

|  |           |            |
|  | Marcatori | 8’ Cartini |

| Arbitro: | Dondarini (Finale Emilia) |

|                                              |           |  |
| Spagnolli 72’, 76’ Riccardo 82’ Trotta 90+1’ | Marcatori |  |

| Arbitro: | Girardi (San Donà di Piave) |

|                                                     |           |            |
| Rodighiero 40’ Malaguti 26’ L. Guerra 48’ Nardi 89’ | Marcatori | 6’ Sartore |

#### Sedicesimi di finale
| Arbitro: | Cruciani (Pesaro) |

|                             |           |                |
| Martinetti 49’ Salamone 68’ | Marcatori | 74’ Gasparetto |

| Arbitro: | Lecci (Varese) |

|                                                     |           |                                   |
| Ticli 37’ Gasparetto 39’ Ferrigno 108’ Sartore 119’ | Marcatori | 48’ Di Vicino 112’ (aut.) Sartore |

#### Ottavi di finale
| Arbitro: | Santoro (Domodossola) |

|                                |           |                                                  |
| A. Villa 54’ (rig.) Maenza 70’ | Marcatori | 39’ Riccardo 51’, 90+1’ Ferro 56’, 87’ Spagnolli |

| Arbitro: | Giachero (Pinerolo) |

|                         |           |  |
| Serao 10’ Spagnolli 33’ | Marcatori |  |

#### Quarti di finale
| Arbitro: | Cenni (Imola) |

|                     |           |  |
| Alteri 6’ Zubin 60’ | Marcatori |  |

| Arbitro: | Rizzoli (Bologna) |

|                                |           |                      |
| Dellagiovanna 41’ Riccardo 70’ | Marcatori | 30’ Brizzi 52’ Zubin |